# زمین‌لرزه ۱۹۳۳ اندونزی
زمین‌لرزه اندونزی  در تاریخ ۲۴ ژوئن ۱۹۳۳ میلادی، برابر با ‎۳ تیر ۱۳۱۲، ساعت ۲۱:۵۴:۴۹ به زمان یوتی‌سی در اندونزی رخ داد. ژرفای این زلزله ۳۵ کیلومتر بود. بزرگی آن ۷٫۳ در مقیاس Mw اعلام شده‌است. زمین‌لرزه به وقت محلی در روز یکشنبه، ساعت ۴ روی داده و منطقه زمانی آن یوتی‌سی +۷ بوده‌است .
سازمان زمین‌شناسی آمریکا نیز جای این زمین‌لرزه را در مختصات ۵°۳۰′جنوبی ۱۰۴°۴۸′شرقی / ۵٫۵°جنوبی ۱۰۴٫۸°شرقی و بزرگی آن را برابر با ۷٫۵ در مقیاس ریشتر اعلام کرده‌است. ژرفای گزارش شده از سوی این سازمان ۶۰ کیلومتر می‌باشد.
شمار کشتگان زلزله حدود ۷۶ نفر بوده‌است.